# Konstantin Panow
Konstantin Siegiejewicz Panow (ros. Константин Сергеевич Панов; ur. 29 czerwca 1980 w Czelabińsku) – rosyjski hokeista, trener.

## Kariera zawodnicza
- Junior-T Kurgan (1996/1998)
- Traktor Czelabińsk (1997-1998)
- Kamloops Blazers (1998-2001)
- Milwaukee Admirals (2001-2003)
- Toledo Storm (2003)
- Amur Chabarowsk (2003-2004)
- Traktor Czelabińsk (2004-2006)
- Łada Togliatti (2006-2009)
- Dinamo Moskwa (2009-2010)
- SKA Sankt Petersburg (2010-2011)
- Traktor Czelabińsk (2011-2015)
- Czełmiet Czelabińsk (2013/2014)
- Jugra Chanty-Mansyjsk (2015-2018)
- HSC Csíkszereda (2018-2019)

Wychowanek i od 2011 ponownie zawodnik Traktora Czelabińsk. W kwietniu 2013 przedłużył kontrakt z klubem o trzy lata. Od lipca kapitan drużyny. Na początku listopada 2013 usunięty ze składu i wystawiony na listę transferową. W związku z brakiem zainteresowania zatrudnieniem go ze strony innych klubów, po 48 godzinach został przekazany do zespołu farmerskiego, Czełmiet Czelabińsk. Zwolniony z Traktora w czerwcu 2015. Od lipca 2015 zawodnik Jugry.

## Kariera trenerska
Od sezonu 2019/2020 objął stanowisko w sztabie trenerskim juniorskiej drużyny Biełyje Miedwiedi Czelabińsk. W maju 2021 został głównym trenerem tego zespołu. Odszedł ze stanowiska w czerwcu 2022.

## Osiągnięcia
Klubowe
- Złoty medal wyższej ligi: 2006 z Traktorem Czelabińsk
- Puchar Kontynentu: 2012 z Traktorem Czelabińsk
- Brązowy medal mistrzostw Rosji: 2012 z Traktorem Czelabińsk
- Srebrny medal mistrzostw Rosji: 2013 z Traktorem Czelabińsk

Indywidualne
- KHL (2011/2012): piąte miejsce w klasyfikacji +/- w sezonie zasadniczym: +25